# 紐波特17戰鬥機
紐波特17戰鬥機是法國在第一次世界大戰時使用的雙翼戰鬥機，它是由早期的紐波特11戰鬥機發展而來，兩者外表也很相似而且仍然使用不方便瞄準的把機槍高高架在機翼上方的設計，它是由紐波特飛機公司研製的，成立於1902年的紐波特飛機公司由1909年開始造飛機，該公司由紐波特兄弟創立但兩兄弟後來都在飛行事故當中死去，公司由他人接手，而在推出紐波特11戰鬥機和紐波特17戰鬥機後該公司才在航空界打響名堂並開創了「紐波特皇朝」。

## 設計
紐波特17戰鬥機由早期的紐波特11戰鬥機發展而來，波特11戰鬥機的設計是成功的，其飛行性能優秀，之後該公司推出的戰鬥機都是以此為基礎加大發動機馬力、或者延長機翼或者改良生產工藝，其缺點是機槍仍架在機翼上方，令飛行員瞄準和上彈皆比較麻煩。
紐波特17戰鬥機採用了一個更大馬力的發動機，為此翼展，方向舵和昇降舵都要增加，紐波特17戰鬥機的飛行性能進一步提昇，就連對手德國著名飛行員奧斯華·波爾克也評價紐波特17戰鬥機為「極為快速和敏捷」。
由於紐波特17戰鬥機仍然採用沿自紐波特11戰鬥機的「一翼半」機翼，故它在空戰當中仍有機翼斷裂的安全隱患，而且試過在空戰當中被誤會是也一樣採用「一翼半」機翼的德國信天翁D戰鬥機。

## 基本資料
- 機長：5.8米
- 翼展：8.16米
- 機高：2.4米
- 翼面積：14.75平方米
- 空重：375公斤
- 載重：560公斤

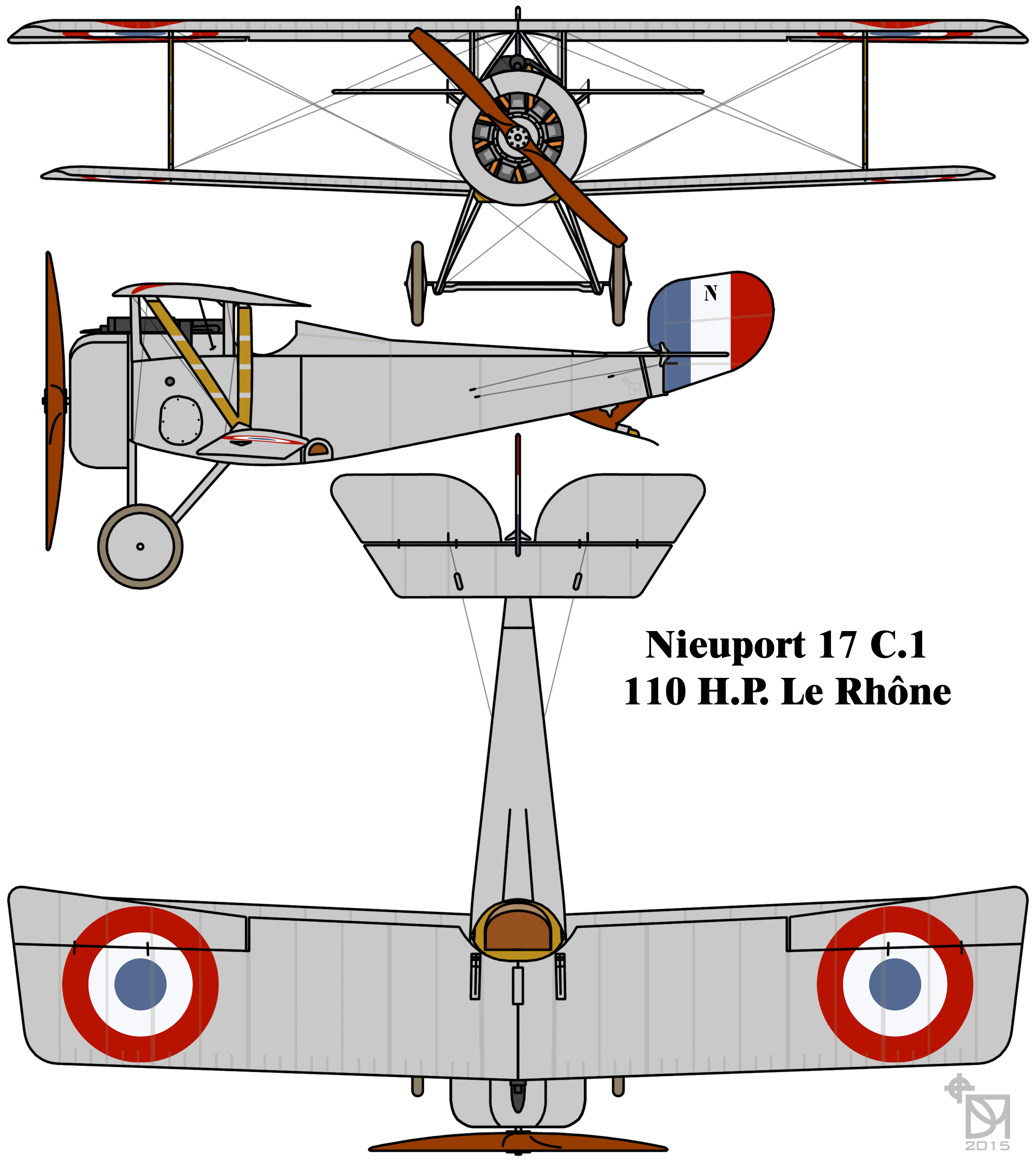
法國空軍的紐波特17戰鬥機彩色三視圖

- 發動機：1俱9汽缸風冷式發動機（馬力=110匹）
- 最快時速：177公里/小時
- 昇限：5300米
- 航程：250公里
- 武裝：1支架在機翼上方的7.7毫米口徑路易士機槍
- 乘員：1人

## 實戰

### 拉法業中隊

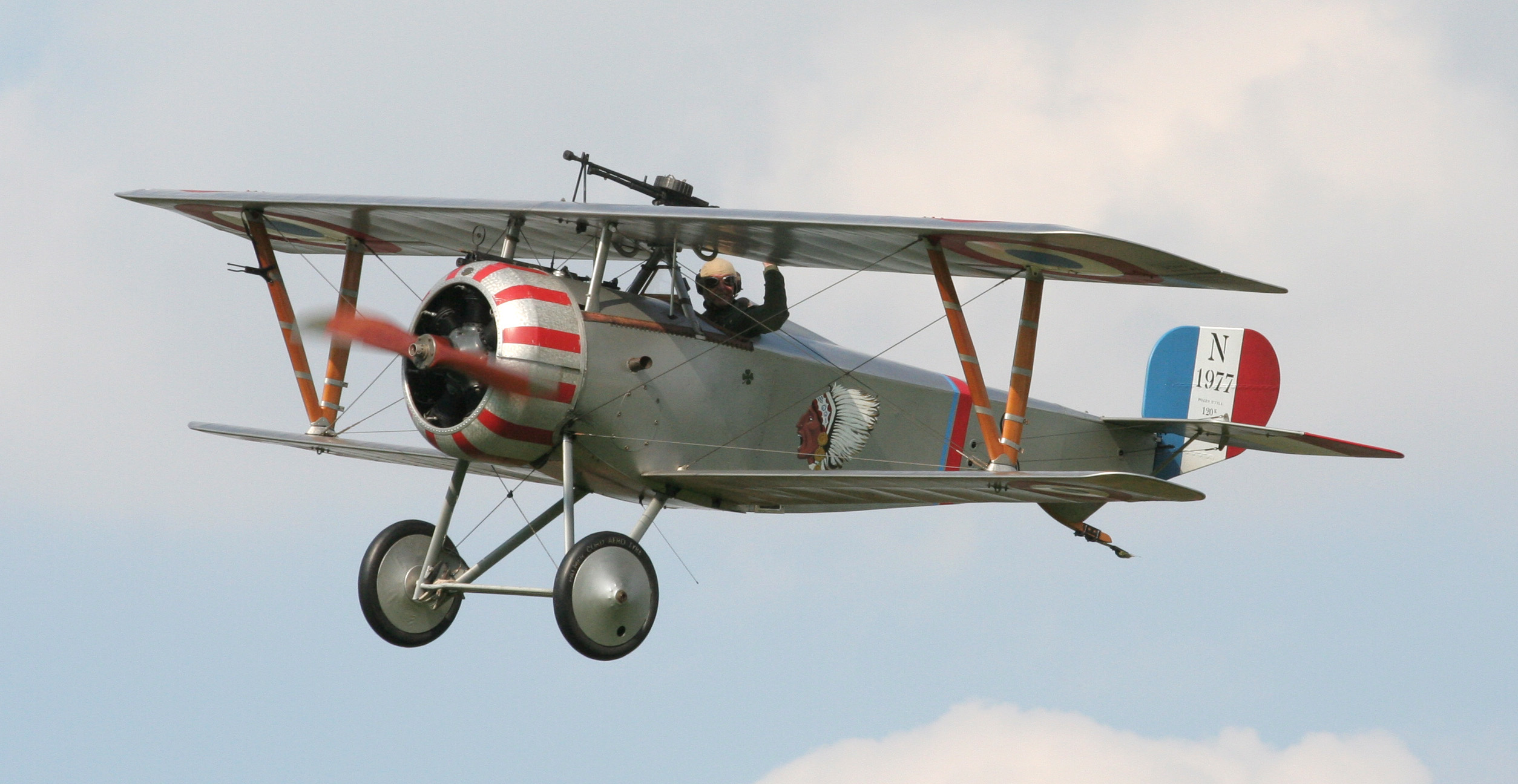
拉法業中隊的紐波特17戰鬥機

拉法業中隊成立於1916年4月，在美國正式參加第一次世界大戰前已有美國人自願到法國參加空戰，他們大多駕駛紐波特17戰鬥機並且在機身兩側畫上一個蘇族印第安人的頭像作標記，他們原本想把此隊叫作「美國中隊」，但由於當時美國還未參戰而改稱為「拉法業中隊」以紀念幫助美國人打獨立戰爭的法國人拉法業。
拉法業中隊的頭號皇牌飛行員是在法國出世的勞爾·魯夫貝瑞，他於1916年7月30日首次擊落一架德機(機型不詳)，同年10月12日又擊落了一架德軍羅蘭C-II偵察機，而魯夫貝瑞的事跡令更多美國人參戰，總共有256人到來並有63人最終戰死，當美國正式參戰後，拉法業中隊成為美國陸軍航空隊第103驅逐機中隊。

### 東線
沙俄的空軍成立於1910年，由於俄國的航空工業當時較為落後，故沙俄空軍大多使用法國製造的飛機，沙俄飛行員很多都是騎兵出身，例如頭號皇牌飛行員高薩科夫就是，他打下的20架敵機就有12架是駕駛紐波特17戰鬥機。

### 南線
南線是意大利和奧匈帝國的戰場，意大利獲得受權生產紐波特17戰鬥機，意大利空軍頭號皇牌飛行員是馬吉奧雷．佛朗西斯科．巴拉卡，他於1916年4月7日駕駛紐波特17戰鬥機首開擊落紀錄。

## 使用國家
- 法國(生產國)
- 比利时
- 義大利王國
- 荷蘭
- 羅馬尼亞
- 俄罗斯帝国
- 瑞士
- 英国
- 美国
- 芬兰
- 波蘭
- 捷克斯洛伐克
- 爱沙尼亚
- 巴西
- 智利
- 哥伦比亚

## 流行文化
- 2006年有一套以拉法業中隊為主題的電影空戰英豪上演，當中主要出場的戰鬥機就是紐波特17戰鬥機。